# Hilda Petrie
Hilda Mary Isabel Urlin (8 de junio de 1871-23 de noviembre de 1957), conocida como Hilda Petrie, al adoptar el apellido de su marido, fue una egiptóloga irlandesa. Estuvo casada con Flinders Petrie, el padre de la arqueología científica. Después de estudiar geología, fue contratada por Flinders Petrie a los 25 años como dibujante. Contrajo matrimonio con Petrie, y mantuvieron  una alianza de trabajo que duró toda su vida.Hilda y Petrie viajaron a Egipto, y más tarde a Palestina, localizando y excavando numerosos yacimientos. Hilda dirigió algunas excavaciones y trabajó en condiciones a menudo difíciles y peligrosas, copiando jeroglíficos y levantando planos de las tumbas. El trabajo sería registrado en informes para la Egypt Exploration Society.
Cuando Flinders Petrie fundó en 1905 en Londres la Escuela Británica de Arqueología en Egipto, Hilda trabajó en ella como secretaria suya, además de encargarse de recaudar fondos para garantizar apoyo para la Escuela y sus continuas excavaciones. Hilda participó en excavaciones arqueológicas y estudios a lo largo de su vida en común con Petrie, excepto los años en que nacieron sus dos hijos y mientras estos fueron pequeños. Sus trabajos fueron publicados, y dio conferencias públicas en Londres y otros lugares.

## Educación y vida familiar
Hilda Mary Isabel Urlin nació en Dublín en 1871, siendo la menor de las cinco hijas de un matrimonio inglés residente en Irlanda: Richard Denny Urlin y Mary Elizabeth (nacida Addis) Urlin. Cuando Hilda tenía cuatro años su familia regresó a Londres y ella fue educada por una institutriz junto con otros niños de su edad.
Pasados unos años, realizaba a menudo excursiones en bicicleta con su amiga Beatrice Orme. Juntas exploraron el campo y visitaron iglesias antiguas, de las que hacían dibujos y calcos. Otra de sus amigas de la infancia fue Philippa Fawcett, cuya madre  -Millicent Fawcett,-fue una de las líderes del movimiento a favor del sufragio de las mujeres. Philippa más tarde estudió matemáticas en Cambridge y fue la primera mujer en alcanzar la puntuación exigida para ser Senior Wrangler.
Hilda prefería la vida en el campo e inicialmente le desagradó Londres, si bien al hacerse mayor disfrutó de las visitas a sus museos y galerías de arte. Durante su adolescencia posó para el pintor Henry Holiday en su estudio en Hampstead, siendo representada en alguno de sus cuadros. Estudió en el King's College for Women, donde cursó Geología con el profesor Seeley y hacían excursiones, equipados con una libreta y un martillo. También tomó cursos de dibujo, en los que destacó su considerable talento.
A los 25 años Henry Holiday le presentó al profesor de Egiptología Flinders Petrie del University College London, quién buscaba a alguien con la habilidad para el dibujo que Hilda ya poseía. Esta colaboración les llevó al matrimonio el 26 de noviembre de 1896. Al día siguiente de la boda la pareja emprendió viaje hacia Egipto.
Hilda y Flinders tuvieron dos hijos: John (1907–1972) y Ann (1909–1989), y vivieron en Hampstead, donde una plaza azul del English Heritage, colocada en el número 5 de Cannon Place, recuerda la casa donde vivieron. Su hijo era el matemático John Flinders Petrie quien dio su nombre al Polígono de Petrie. Hilda murió en 1957 por un accidente cerebrovascular, en el University College Hospital, justo enfrente del edificio donde ella y su marido habían trabajado para fundar y financiar la que fue la primera escuela de formación para arqueólogos de Inglaterra.

## Carrera arqueológica

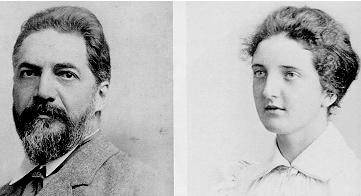
Retratos de Flinders Petrie y Hilda Petrie en la época de su matrimonio en 1897

### Egipto
Hilda llegó a Egipto por primera vez el 25 de noviembre de 1896, y volvió a las excavaciones cada año, excepto el periodo de tiempo en que sus hijos fueron pequeños. Después de unos cuantos días en El Cairo, incluyendo una visita a Giza, Hilda y Flinders viajaron al Alto Egipto, formando parte de una expedición para excavar en nombre de la Egypt Exploration Fund. en el área de cementerio situado detrás del templo de Dendera, a 70 kilómetros al norte de Luxor.
Durante esta expedición, Hilda trabajó en los pozos profundos de las tumbas excavadas, bajando por una escalera de cuerda para copiar las escenas y las inscripciones subterráneas.  Uno de los sarcófagos tenía grabados cerca de 20.000 jeroglíficos, y Hilda pasó varios días tumbada en el suelo para copiarlos. Su trabajo incluía así mismo dibujar los perfiles de recipientes, cuentas, escarabeos y otros pequeños hallazgos de la excavación, así como escribir el diario que semanalmente enviaban para informar al Comité de sus progresos, y realizar, junto con Flinders Petrie, los informes de excavación. De los asuntos domésticos de la expedición, se ocupaba Flinders Petrie como venía haciendo desde hacía muchos años, con los excavadores alimentándose a base de comida enlatada y galletas de barco.
En 1898, durante la excavación de las necrópolis de Abadiyeh y Hu, Hilda ayudó a inspeccionar los yacimientos. Utilizó la cerámica de Naqada para identificar la forma de tarros, pizarras y sílex y, una vez que Flinders reconocía esta, Hilda relacionaba cada objeto con la tumba en que había sido hallado. Su trabajo fue reconocido por Flinders Petrie en la introducción al Informe de Excavación de aquel año: "Mi mujer estuvo conmigo todo el tiempo, ayudando en la inspección, la catalogación y la marca de los objetos, y también dibujando todos los planos de tumbas aquí publicados". Su trabajo en el yacimiento continuó en 1898 y 1899, y Hilda no solo dibujó casi todas las decoraciones cerámicas y restauró los platos, sino que también asumió el trabajo continuo de registrar y ocuparse de la cerámica, y numerar los esqueletos.  Ambos Petries realizaron entonces un proyecto de gran envergadura.
En el invierno de 1902, durante la última campaña en Abydos, Hilda dirigió su propia excavación. El equipo estaba formado por  Margaret Murray, y Miss Hansard, una gran dibujante como Hilda. Acometió una tarea difícil y peligrosa, tras el hallazgo el año anterior de lo que parecía ser la entrada a una enorme tumba subterránea detrás del templo de Seti I. La excavación estaba en  constante peligro de hundirse y, cuando el viento sopló, la arena suelta y los bloques de piedra pusieron en peligro al equipo; finalmente se abandonó el trabajo. El informe de aquel año a la Egypt Exploration Fund. recoge así las contribuciones de Hilda Petrie:
“Mi mujer estuvo constantemente ocupada en dibujar el material; especialmente en la tediosa reproducción de casi 400 sílexs, y las copias exactas de las inscripciones”.
En 1904, Hilda Petrie estuvo trabajando en Ehnasya, Heracleópolis Magna, estudiando la mitad de la cerámica,  y visitando Buto. El año siguiente permaneció en Saqqara para copiar los relieves de algunas Tumbas del Imperio Antiguo, como Margaret Murray había hecho un año antes. Desde Saqqara se unió a Flinders Petrie y Lina Eckenstein, que trabajaban en Serabit al Khadem, en la excavación de un templo sito en la cima de una colina, donde había numerosas inscripciones en estatuas, estelas y en piedra. Algunas de ellas presentaban una escritura desconocida hasta entonces, que fue denominada Sinaítica,  y su trabajo como copista fue muy valorado. Hilda y la erudita Lina Eckenstein de 48 años, realizaron un viaje a través del Sinaí acompañadas solo por un guía. Eckenstein escribiría después varios libros sobre su experiencia en el Sinaí.

### Trabajo en la British School of Archaeology in Egypt
Cuando Flinders Petrie fundó la British School of Archaeology in Egypt (Londres,1905), Hilda trabajó allí como secretaria para recaudar fondos y conseguir nuevos suscriptores, y durante este tiempo nacieron sus hijos. Se centró en particular dar a conocer el trabajo de Flinders Petrie, supervisó su publicación y dio conferencias públicas en Londres y otros lugares del Reino Unido.

### De nuevo en Egipto
Hilda viajó de nuevo a Egipto en enero de 1913, para reunirse con Flinders Petrie en Kafr Ammar. Habían aparecido, a las afueras de Riqqeh , tres tumbas pintadas de la XII Dinastía, y había que registrarlas con urgencia. El trabajo era - una vez más- difícil y peligroso, pero Hilda lo hizo y  publicó un capítulo en el  Informe Final sobre las tumbas. En él se incluyeron los planos y las copias de pinturas murales y de ataúdes que Hilda realizó.

### Durante la Primera Guerra Mundial
Cuándo estalló la guerra en 1914, Hilda dirigió su atención hacia varias organizaciones de mujeres, entre ellas la Scottish Women's Hospitals for Foreign Service , donde, como Secretaria Honorífica, aprovechó su habilidad como recaudadora de fondos. El organismo prestó servicios hospitalarios a la división serbia del ejército ruso, y Hilda recibiría más tarde la condecoración de la Orden de San Sava. En este tiempo, los Petrie también estudiaron las figuras prehistóricas talladas en los Downland yesíferos del Reino Unido.
En 1919 Hilda y Flinders reanudaron sus excavaciones en Egipto, y en la campaña de 1921, Hilda excavó una ermita copta en las colinas occidentales de Abydos. Sus planos y dibujos de la cueva se publicaron en el informe de excavación de aquel año, junto con la descripción que hizo de la cueva y sus decoraciones pintadas.

### Excavaciones en los alrededores de Palestina y Jerusalén
El centro de interés de las excavaciones de Hilda y Flinders se dirigió en 1926 hacia las fortalezas de frontera en Palestina , debido a las restricciones impuestas a la excavación de cuerpos en Egipto y a la exportación de antigüedades, tras el descubrimiento de la tumba de Tutankamón en 1922. Hilda llegó a Gaza el 26 de noviembre de 1926, donde supervisó, registró y pagó a los trabajadores de la excavación. La mayor parte de los siguientes tres años los pasó en Inglaterra, buscando financiación para sus investigaciones. Desafortunadamente, sus seguidores no tenían el mismo interés por Palestina que el que habían mostrado por las actividades en Egipto.
La última campaña de excavaciones en Gaza tuvo lugar en 1931, en el enorme montículo de Tell el Ajull, que prometía proporcionar actividad para algunos años. Sin embargo no pudo ser, y las tensiones en las excavaciones provocaron que el trabajo se paralizara.
En 1933 Hilda y Flinders se trasladaron a Jerusalén donde excavaron durante dos campañas, entre 1935 y 1937,  el montículo de Sheikh Zoweyd, en lo que había sido una fortaleza de frontera entre Egipto y Asia. Una excavación prevista para 1939 tuvo que suspenderse cuando los bandidos atacaron y saquearon su campamento.

### A partir de la Segunda Guerra Mundial: edición y publicaciones finales
Flinders Petrie murió el 29 de julio de 1942, y Hilda Petrie pasó el resto de la guerra en la American School of Palestine  mientras editaba sus trabajos, que había decidido enviar a la nueva biblioteca del Departamento de Antigüedades en Jartum.
En 1947 Hilda regresó a Hampstead, Inglaterra, donde terminó las memorias de excavación para la British School y pudo por fin publicar, en 1952, los relieves de la tumba que había copiado en 1905 en Saqqara, antes de su muerte en 1957.

## Obras publicadas
- Egyptian Hieroglyphs of the first and second dynasties,  dibujos de Hilda Petrie, Quaritch, Londres 1927
- Seven Memphite tomb chapels, Inscripciones de Margaret Un[lice] Murray. Dibujos de F. Hansard, F. Kingsford, y L. Eckenstein. Dibujos y planos por H. F. Petrie, British School of Egyptian Archaeology and Quaritch, London 1952